# Uljanovsk oblast
Uljanovsk oblast är ett oblast inom Volgaområdets federala distrikt i västra Ryssland, med en yta på 37 300 km² och cirka 1,3 miljoner invånare. Administrativt centrum är Uljanovsk. En annan viktig stad är Dimitrovgrad. Oblastets territorium utgjorde huvuddelen av det tidigare guvernementet Simbirsk.